# Биковське сільське поселення (Юринський район)
Би́ковське сільське поселення (рос. Быковское сельское поселение) — муніципальне утворення у складі Юринського району Марій Ел, Росія. Адміністративний центр — присілок Биковка.

## Історія
Станом на 2002 рік існували Горношумецька сільська рада (присілки Горний Шумець, Майдан, Підлісна, Поляна, Починок, Удільна, селище Світле Озеро) та Суходольська сільська рада (присілки Биковка, Суходол).
28 квітня 2014 року було ліквідоване Горношумецьке сільське поселення, його територія увійшла до складу Биковського сільського поселення.

## Населення
Населення — 1655 осіб (2019, 1975 у 2010, 2545 у 2002).

## Склад
До складу поселення входять такі населені пункти:
| Населений пункт         | Населення, осіб (2002) | Населення, осіб (2010) |
| ----------------------- | ---------------------- | ---------------------- |
| Биковка, присілок       | 1029                   | 868                    |
| Горний Шумець, присілок | 249                    | 159                    |
| Майдан, присілок        | 198                    | 137                    |
| Підлісна, присілок      | 94                     | 90                     |
| Поляна, присілок        | 222                    | 169                    |
| Починок, присілок       | 328                    | 222                    |
| Світле Озеро, селище    | 1                      | 2                      |
| Суходол, присілок       | 293                    | 250                    |
| Удільна, присілок       | 131                    | 78                     |